# Justice (calciatore)
Pablo Armando Esono Edjo, meglio noto come Justice (Malabo, 10 giugno 1986), è un ex calciatore equatoguineano, di ruolo centrocampista.

## Carriera

### Nazionale
Tra il 2006 e il 2009 ha giocato 10 partite con la nazionale equatoguineana.

## Statistiche

### Cronologia presenze e reti in nazionale
| Cronologia completa delle presenze e delle reti in nazionale ― Guinea Equatoriale | Cronologia completa delle presenze e delle reti in nazionale ― Guinea Equatoriale | Cronologia completa delle presenze e delle reti in nazionale ― Guinea Equatoriale | Cronologia completa delle presenze e delle reti in nazionale ― Guinea Equatoriale | Cronologia completa delle presenze e delle reti in nazionale ― Guinea Equatoriale | Cronologia completa delle presenze e delle reti in nazionale ― Guinea Equatoriale | Cronologia completa delle presenze e delle reti in nazionale ― Guinea Equatoriale | Cronologia completa delle presenze e delle reti in nazionale ― Guinea Equatoriale |
| Data                                                                              | Città                                                                             | In casa                                                                           | Risultato                                                                         | Ospiti                                                                            | Competizione                                                                      | Reti                                                                              | Note                                                                              |
| --------------------------------------------------------------------------------- | --------------------------------------------------------------------------------- | --------------------------------------------------------------------------------- | --------------------------------------------------------------------------------- | --------------------------------------------------------------------------------- | --------------------------------------------------------------------------------- | --------------------------------------------------------------------------------- | --------------------------------------------------------------------------------- |
| 3-9-2006                                                                          | Malabo                                                                            | Guinea Equatoriale                                                                | 2 – 1                                                                             | Liberia                                                                           | Qual. Coppa d'Africa 2008                                                         | -                                                                                 |                                                                                   |
| 7-10-2006                                                                         | Yaoundé                                                                           | Camerun                                                                           | 3 – 0                                                                             | Guinea Equatoriale                                                                | Qual. Coppa d'Africa 2008                                                         | -                                                                                 | 64’                                                                               |
| 1-6-2008                                                                          | Malabo                                                                            | Guinea Equatoriale                                                                | 2 – 0                                                                             | Sierra Leone                                                                      | Qual. Mondiali 2010                                                               | -                                                                                 | 73’                                                                               |
| 7-6-2008                                                                          | Pretoria                                                                          | Sudafrica                                                                         | 4 – 1                                                                             | Guinea Equatoriale                                                                | Qual. Mondiali 2010                                                               | -                                                                                 | 68’                                                                               |
| Totale                                                                            |                                                                                   | Presenze                                                                          | 10                                                                                |                                                                                   | Reti                                                                              | 0                                                                                 |                                                                                   |